# نهر أكساي
أكساي (بالروسية: Акса́й، ويُنطق أيضا بصيغة التصغير Акса́йка - أكسايكا) نهر يقع في روستوف أوبلاست بروسيا ويبلغ طوله 79 كم، وهو الذراع الأيمن لنهر الدون حيث ينبع منه على بعد 134 كم جنوب قرية ميليخوفسكايا ويصب كذلك في نهر الدون ومن ثم بحر أزوف فالبحر الأسود وأخيرا المحيط الأطلسي.
وتقع على نهر أكساي مدينتي نوفوتشركاسك وأكساي بروستوف أوبلاست وله رافدان هما موكري كيرتشيك وتوزلوف (الذراع الأيمن لنهر أكساي).

## وصلات خارجية
- Аксай (рукав нижнего Дона) - مقالة من الموسوعة السوفيتية العظمى الطبعة الثالثة
- Река Аксай - إحصائات هيئة المسطحات المائية بروسيا